# Joris Luyendijk

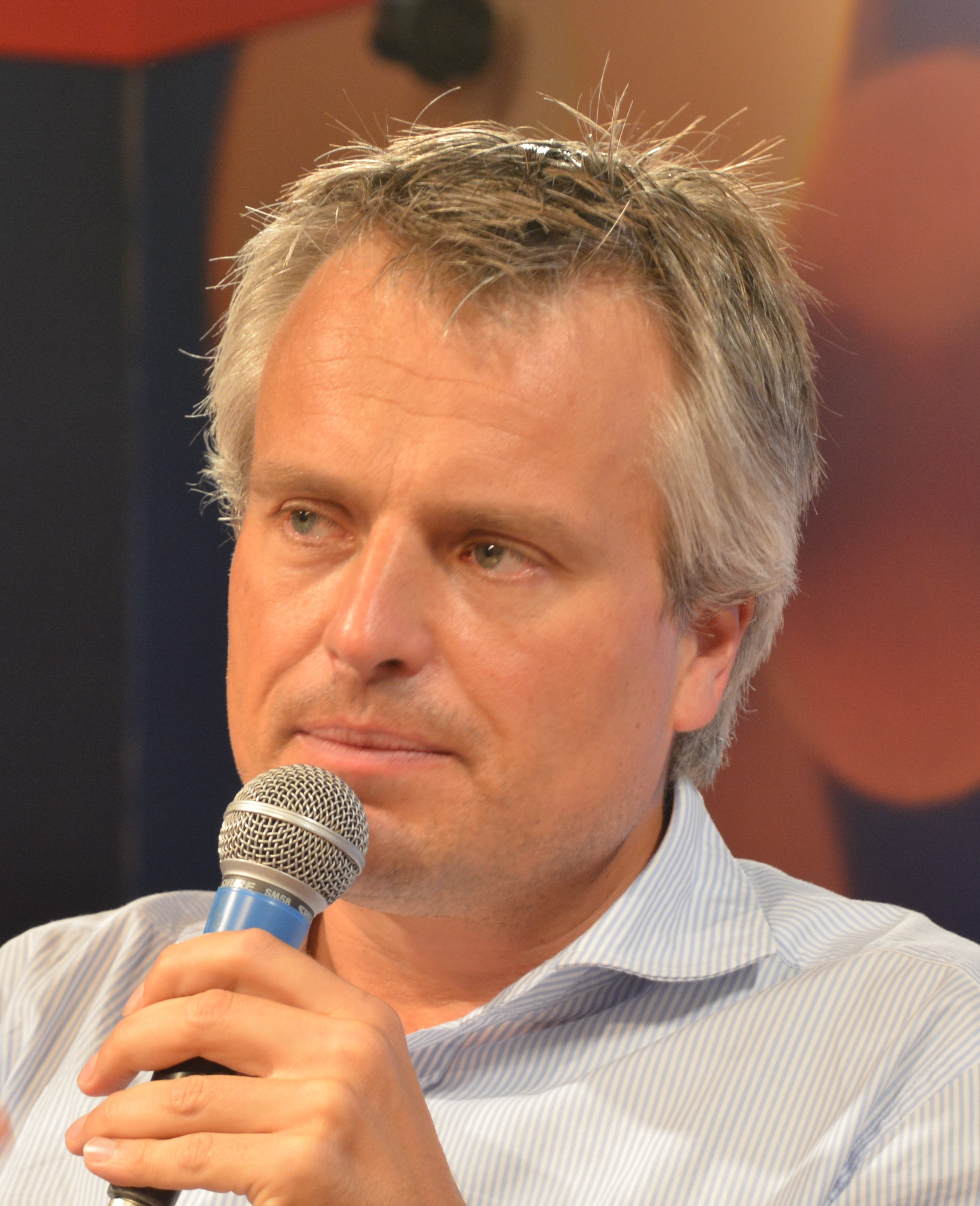
Joris Luyendijk en 2016

Joris Luyendijk (Ámsterdam, 30 de diciembre de 1971) es un periodista y antropólogo neerlandés, especializado en el mundo árabe y musulmán. Es conocido como corresponsal en varios lugares de Oriente Medio. Escribió algunos libros durante este periodo.
En 2011 se mudó con su familia a Londres, donde tuvo un blog en The Guardian. Escribió desde una perspectiva antropológica sobre el mundo financiero de la City. En 2015 publicó el libro Dit kan niet waar zijn, que fue el libro más vendido (306.866 ejemplares) de aquel año en los Países Bajos.

## Libros
- 1998: Een goede man slaat soms zijn vrouw
- 2001: Een tipje van de sluier: islam voor beginners
- 2006: Het zijn net mensen: beelden uit het Midden-Oosten
- 2008: Het maakbare nieuws: antwoord op Joris Luyendijk: buitenlandcorrespondenten over hun werk (colaborador)
- 2010: Je hebt het niet van mij, maar...: een maand aan het Binnenhof
- 2015: Dit kan niet waar zijn: onder bankiers